# Anne-Sophie Mutter
Anne-Sophie Mutter, född 29 juni 1963 i Rheinfelden i Baden-Württemberg, är en tysk violinist med stora internationella framgångar. Hon upptäcktes som 13-åring av dirigenten Herbert von Karajan. 
Hon var gift med pianisten och dirigenten André Previn 2002–2006. 
År 2019 tilldelades hon Polarpriset.

## Utmärkelser
- Baden-Württembergs förtjänstorden,  1999
- Léonie Sonnings musikpris,  2001
- Maximiliansorden för konst och vetenskap,  2001
- Herbert-von-Karajan-Musikpreis,  2003[6]
- Officer av Arts et Lettres-orden,  2005[7]
- Echo Klassik för årets instrumentalist,  2005
- Österrikes hederskors för vetenskap och konst,  2005[8]
- Stora hederstecknet av Österrikiska republikens förtjänstorden,  2008[9]
- Ernst von Siemens musikpris,  2008[10]
- Internationaler Mendelssohn-Preis zu Leipzig,  2008[11]
- Förbundsrepubliken Tysklands förtjänstorden - stora kommendörskorset,  2009[12]
- Riddare av Hederslegionen,  2009
- Echo Klassik för årets instrumentalist,  2009
- Maecenas-Ehrung,  2010[13]
- Erich Frommpriset,  2011
- Brahmspreis,  8 juli 2011[14]
- Crystal Award,  2017[15]
- Kommendör av Arts et Lettres-orden,  10 november 2017[16]
- Berliner Bär,  2019
- Polarpriset,  2019
- Praemium Imperiale,  16 oktober 2019[17][12][18]
- Bayerska förtjänstorden

[Redigera Wikidata]